# Án lệ 52/2021/AL
Án lệ 52/2021/AL về hiệu lực của hợp đồng tặng cho quyền sử dụng đất khi chưa đăng ký quyền sử dụng đất là án lệ công bố thứ 52 thuộc lĩnh vực dân sự của Tòa án nhân dân tối cao tại Việt Nam, được Hội đồng Thẩm phán thông qua, Chánh án Nguyễn Hòa Bình ra quyết định công bố ngày 31 tháng 12 năm 2021, và có hiệu lực cho tòa án các cấp trong cả nước nghiên cứu, áp dụng trong xét xử từ ngày 1 tháng 2 năm 2022. Án lệ 52 dựa trên nguồn là Quyết định giám đốc thẩm số 231 ngày 30 tháng 9 năm 2020 của Tòa án nhân dân cấp cao tại Thành phố Hồ Chí Minh về vụ án tranh chấp thừa kế tài sản, yêu cầu tuyên hợp đồng tặng cho quyền sử dụng đất vô hiệu, nội dung xoay quanh các vấn đề về hiệu lực pháp luật của hợp đồng tặng cho quyền sử dụng đất chưa đăng ký, và trở ngại khách quan khi người tặng cho đã chết. Án lệ này do Vụ Pháp chế và Quản lý khoa học đề xuất.
Trong vụ án này, nguyên đơn là chị cả đã khởi kiện bị đơn là em út trong một gia đình nhiều thế hệ, nhiều thành viên, với 46 thể nhân và pháp nhân là đương sự liên quan. Vụ tranh chấp phát sinh từ di sản thừa kế mà người mẹ của nguyên đơn và bị đơn để lại cho bị đơn với căn cứ là hợp đồng tặng cho quyền sử dụng đất; tranh cãi trong việc chứng minh tính hợp pháp của giao dịch đó. Lần lượt trải qua sơ thẩm, phúc thẩm, kháng nghị và giám đốc thẩm để rồi quay trở lại phúc thẩm, một phần nhận định Hội đồng xét xử giám đốc thẩm được lựa chọn trở thành án lệ để xác định hiệu lực của hợp đồng tặng cho quyền sử dụng đất khi chưa đăng ký quyền sử dụng đất.

## Nội dung vụ án

### Tình tiết chung
Tại vùng Tân Uyên, nay tách thành huyện Bắc Tân Uyên và thành phố Tân Uyên, tỉnh Bình Dương, có gia đình Tống Văn T và Nguyễn Thị Cúc (1934–2011, gọi tắt là cụ Cúc), có 11 người con, con gái cả là Tống Thị Um, con trai út là Tống Thanh Việc. Khi trưởng thành, các thành viên trong gia đình tách ra ở riêng, con út là Tống Thanh Việc sống cùng bố mẹ. Năm 2007, bố là Tống Văn T chết, không để lại di chúc. Sau đó, vào ngày 16 tháng 11 năm 2009, cụ Cúc và 11 người con họp gia đình, lập văn bản thỏa thuận phân chia tài sản thừa kế là quyền sử dụng đất dưới dạng chia thừa kế cho hàng thừa kế thứ nhất, văn bản có sự chứng thực của Ủy ban nhân dân thị trấn Tân Phước Khánh, nay là phường Tân Phước Khánh, vị trí của các mảnh đất được chia. Theo văn bản phân chia tài sản thừa kế, cụ Cúc được chia ba phần đất tại thị trấn, các mảnh đất có diện tích lần lượt là 854 m², 17.762 m², và 4.119 m², đều đã thực hiện kê khai, đăng ký và được cấp giấy chứng nhận quyền sử dụng đất vào ngày 2 tháng 3 năm 2010.
Ngày 14 tháng 6 năm 2010, có hai hợp đồng tặng cho quyền sử dụng đất được ký giữa cụ Cúc và con út Tống Thanh Việc, được chứng thực bởi Ủy ban nhân dân thị trấn, theo đó ông Việc được nhận phần lớn đất của mẹ, gồm 12.883 m² (gọi tắt: mảnh A) của một phần mảnh thứ nhất, thứ hai, và 4.119 m² (gọi tắt: mảnh B) toàn bộ mảnh thứ ba. Với mảnh A, ông Việc đã được Ủy ban nhân dân huyện Tân Uyên cấp giấy chứng nhận quyền sử dụng đất vào ngày 16 tháng 8 cùng năm, còn mảnh B thì chưa được cấp, diện tích đo đạc thực tế của mảnh B được điều chỉnh trở lại, giảm xuống còn 3.786,1 m². Sau đó, ông Việc chia một phần mảnh A cho hai người họ hàng nhà họ Tống là Tống Văn S mảnh 1.597 m², Tống Văn Phú mảnh 2.418 m², giữ lại 9.839,9 m² mảnh A rồi sau đó xây dựng nhiều căn nhà ở cả mảnh A lẫn mảnh B và bán cho nhiều người trong vùng.
Ngày 9 tháng 5 năm 2011, chị cả Tống Thị Um đệ đơn khởi kiện Tống Thanh Việc về yêu cầu chia quyền thừa kế của cụ Cúc, gửi Tòa án nhân dân huyện Tân Uyên. Sau đó, ngày 8 tháng 9 cùng năm, cụ Cúc chết, bà Um đã rút đơn khởi kiện và được tòa án quyết định đình chỉ giải quyết vụ án vào ngày 4 tháng 4 năm 2012. Đến tháng 10, bà Um tiếp tục khởi kiện yêu cầu chia di sản thừa kế, vụ án được chuyển sang Tòa án nhân dân thị xã Tân Uyên khi đơn vị hành chính bị phân tách, thực hiện nhiều lần thương lượng, hòa giải các thành viên trong gia đình nhưng không thành công.

### Vụ việc liên quan
Bên cạnh tranh chấp di sản thừa kế giữa chị em Tống Thị Um và Tống Thanh Việc, tại phường Tân Phước Khánh, Tân Uyên còn có vấn đề về xây dựng trên các thửa đất tranh chấp. Theo nhận định Ủy ban nhân dân phường, mảnh A có mục đích sử dụng là đất trồng lúa và trồng cây lâu năm, trong đó có một bộ phận đất đã hết thời hạn sử dụng nhưng chưa được gia hạn và chuyển đổi mục đích sử dụng đất, nhưng từ 2012, Tống Thanh Việc đã tiến hành phân lô, xây dựng nhiều căn nhà ở trên mảnh A và rao bán cho nhiều người trong vùng. Việc xây dựng nhà ở trên đất nông nghiệp là không đúng với quy định của pháp luật, chính quyền phường Tân Phước Khánh và thị xã Tân Uyên tiến hành công tác kiểm tra và xử lý vụ việc.

## Tranh tụng

### Nguyên đơn
Theo đơn kiện và tranh tụng tại tòa án, nguyên đơn Tống Thị Um trình bày rằng: ngày 14 tháng 6 năm 2010, Tống Thanh Việc đã lợi dụng việc cụ Cúc già yếu, bệnh tật, không còn minh mẫn và không biết chữ, đã lừa gạt, để cụ Cúc ký vào duy nhất trang thứ ba của hợp đồng tặng cho quyền sử dụng đất. Bà cho rằng cụ Cúc không có mặt tại trụ sở của Ủy ban nhưng Chủ tịch Ủy ban nhân dân thị trấn Tân Phước Khánh vẫn chứng thực vào hợp đồng tặng cho quyền sử dụng đất; sự việc chứng thực nói trên đã vi phạm quy định về công chứng, chứng thực. Nguyên đơn cho rằng, từ hợp đồng tặng cho xác lập trái pháp luật, ông Việc đã được cấp giấy chứng nhận quyền sử dụng đối với diện tích đất 12.883 m², tức mảnh A, còn 4.149 m² mảnh B vẫn do cụ Cúc đứng tên là chủ sử dụng cho đến khi diễn ra phiên tòa.
Từ những trình bày này, nguyên đơn khởi kiện, yêu cầu ba việc: một là đề nghị tòa tuyên bố hợp đồng tặng cho quyền sử dụng đất có số chứng thực do Ủy ban nhân dân thị trấn chứng thực vào ngày 14 tháng 6 năm 2010 là vô hiệu; hai là xác định phần đất có diện tích 9.839,9 m² (mảnh A đã trừ phần diện tích của hai người họ hàng nhà họ Tống đang sử dụng), và phần đất mảnh B là di sản do cụ Cúc để lại; và ba là phân chia di sản của cụ Cúc để lại nói trên theo quy định của pháp luật, nguyên đơn yêu cầu được nhận thừa kế bằng hiện vật.

### Bị đơn
Bị đơn Tống Thanh Việc trình bày rằng mẹ là cụ Cúc đã tặng cho ông tất cả những phần đất mà nguyên đơn Tống Thị Um trình bày; việc tặng cho được thực hiện bằng hợp đồng có chứng thực hợp pháp và hiện nay, ông đã được cấp giấy chứng nhận quyền sử dụng đất đối với mảnh A. Sau khi được tặng cho đất, ông đã phân chia lại cho các anh, chị, em khác trong gia đình, mỗi người được một phần và đã chuyển nhượng cho một số người bằng giấy viết tay. Hiện hai người họ Tống là Tống Văn S và Tống Văn Phú sử dụng một phần trong mảnh A, ông đồng ý để hai người tiếp tục sử dụng diện tích đất này.
Đối với phần đất mảnh B, bị đơn trình bày rằng sau khi hợp đồng tặng cho được chứng thực, ông đã nộp hồ sơ đăng ký sang tên quyền sử dụng đất nhưng cho đến lúc diễn ra phiên tòa, ông chưa được cấp giấy chứng nhận quyền sử dụng đất, lý do là vì: bản đồ tổng thể khu vực này bị sai sót, Ủy ban nhân dân địa phương phải chỉnh sửa và tiếp sau đó, phát sinh tranh chấp quyền sử dụng đất. Ông khẳng định rằng những phần đất nói trên đều do ông sử dụng từ khi cụ Cúc còn sống cho đến khi diễn ra tranh chấp. Theo bị đơn, quyền sử dụng đất mảnh B không còn là di sản của cụ Cúc vì đã chuyển nhượng cho đương sự, và vì vậy, ông không đồng ý với yêu cầu khởi kiện của bà Um.

### Đương sự liên quan
Trong vụ án này, có 46 người có quyền lợi và nghĩa vụ liên quan, trong đó 25 thể nhân liên quan là thành viên, họ hàng nhà họ Tống của nguyên đơn, bị đơn; 19 thể nhân là những người đã giao dịch mua nhà đất được bị đơn xây dựng trong phần đất tranh cháp; và hai pháp nhân liên quan là Ủy ban nhân dân phường Tân Phước Khánh và Ủy ban nhân dân thị xã Tân Uyên.
Các thể nhân trong họ hàng nhà họ Tống chia thành nhiều nhóm có quan điểm lẫn sự ủng hộ khác nhau cho Tống Thị Um và Tống Thanh Việc. Trong đó, nhóm gia đình các thế hệ của anh hai, anh năm, gia đình thừa kế của anh ba ủng hộ chị cả, cho rằng mảnh A và B đều là di sản do cụ Cúc để lại, yêu cầu tòa án chia thừa kế theo pháp luật; nhóm các gia đình ủng hộ bị đơn Tống Thanh Việc là gia đình gồm vợ và con trai ông, gia đình các thế hệ của chị tư, chị sáu, chị bảy, anh tám, chị mười trình bày ủng hộ bị đơn vì cho rằng những tài sản mảnh A, B đều đã được cụ Cúc tặng cho ông Việc theo hai hợp đồng tặng cho quyền sử dụng đất, được chứng thực. Do đó, các đương sự này không yêu cầu chia thừa kế, trong trường hợp tòa án có phân chia thừa kế, thì các đương sự đồng ý giao di sản lại cho em út là ông Việc. Còn lại, gia đình chị chín cho rằng mảnh A thuộc về ông Việc, ông đã có giấy chứng nhận, đã phân chia một phần đất cho bà nên bà không có yêu cầu gì với phần đất này, còn mảnh B là di sản chung cần phải chia theo pháp luật. Ngoài ra, đương sự liên quan là người chú Tống Văn S trình bày rằng nguồn gốc phần đất tranh chấp là của ông, bà nội của ông tức bà cố của cả nguyên đơn lẫn bị đơn để lại cho cha, mẹ ông. Trong thời gian ông tham gia cách mạng, Tống Văn T, tức anh trai ông thực hiện thủ tục đất đai, được cấp giấy chứng nhận quyền sử dụng đất, rồi chia lại cho ông phần đất mà hiện nay ông đang ở, còn lại các phần đất tranh chấp khác, ông không liên quan gì, xin phép vắng mặt tại các phiên tòa.
Phía 19 đương sự đã nhận chuyển nhượng đất từ bị đơn cùng có ý kiến rằng các giao dịch của họ đều tiến hành bằng giấy viết tay, đã thanh toán xong tiền và đã xây dựng nhà ở trên đất; việc chuyển nhượng là sự thỏa thuận riêng với bị đơn, nếu việc giải quyết vụ án này có ảnh hưởng đến quyền lợi của mình thì các đương sự sẽ khởi kiện và tranh chấp với Tống Thanh Việc bằng vụ án khác.
Phía Ủy ban nhân dân thị xã Tân Uyên là pháp nhân liên quan với người đại diện hợp pháp trình bày ý kiến rằng giấy chứng nhận quyền sử dụng đất của mảnh A và B do Ủy ban nhân dân huyện Tân Uyên cấp cho cụ Cúc trên cơ sở thừa kế quyền sử dụng đất; việc cấp giấy thực hiện theo đúng trình tự, thủ tục theo quy định pháp luật mà Bộ Tài nguyên và Môi trường ban hành. Giấy chứng nhận quyền sử dụng đất mảnh A mà Ủy ban cấp cho Tống Thanh Việc trên cơ sở nhận tặng cho quyền sử dụng đất, được thực hiện theo đúng trình tự, thủ tục quy định về giấy chứng nhận quyền sử dụng đất, quyền sở hữu nhà ở và tài sản khác gắn liền với đất. Phía Ủy ban phường trình bày rằng theo yêu cầu của cụ Cúc, công chức Tư pháp – Hộ tịch của Ủy ban đã đến nhà cụ để giải thích và soạn thảo hợp đồng tặng cho quyền sử dụng đất theo mẫu quy định; có đọc lại toàn bộ nội dung hợp đồng cho các bên cùng nghe. Sau đó, cụ Cúc và ông Việc ký tên, điểm chỉ vào hợp đồng trước mặt người thực hiện. Ủy ban khẳng định tại thời điểm kí tên, điểm chỉ, cụ Cúc và ông Việc hoàn toàn minh mẫn và tự nguyện, có đầy đủ năng lực hành vi dân sự theo quy định của pháp luật, và việc lập thủ tục chứng thực của Ủy ban là theo đúng quy định của pháp luật.

## Xét xử

### Sơ thẩm
Ngày 9 tháng 5 năm 2019, sau thời gian dài tranh chấp, Tòa án nhân dân thị xã Tân Uyên mở phiên dân sự sơ thẩm tại trụ sở tòa tại tỉnh lộ 746, phường Uyên Hưng. Tòa sơ thẩm quyết định chấp nhận một phần yêu cầu khởi kiện của nguyên đơn Tống Thị Um, cụ thể là chia di sản của cụ Cúc ở mảnh B (3.786,1 m²) mà cụ Cúc đang đứng tên thành 11 phần cho 11 người con, mỗi người được 344,1 m². Tòa ghi nhận sự tự nguyện của chị tư, chị sáu, chị bảy, anh tám, chị mười về việc giao kỷ phần được hưởng cho bị đơn, và do đó, kỷ phần Tống Thanh Việc được hưởng di sản thừa kế là quyền sử dụng đất diện tích đất 2.065,6/3.786,1 m², và đối với cây trồng có trên đất của ai thì người đó quản lý, sử dụng.
Với mảnh A, Tòa án Tân Uyên không chấp nhận yêu cầu khởi kiện của nguyên đơn về việc yêu cầu tuyên bố hợp đồng tặng cho quyền sử dụng đất có số chứng thực do Ủy ban nhân dân thị trấn Tân Phước Khánh chứng thực vô hiệu; xác định diện tích 9.839,9 m² đã được tặng cho hợp pháp thuộc về bị đơn. Tòa sơ thẩm đình chỉ xét xử yêu cầu khởi kiện của nguyên đơn đối với phần diện tích 1.597 m², 2.418 m² thuộc mảnh A vì nguyên đơn đã rút đơn kiện vấn đề này. Ngoài ra, tòa án còn tuyên về án phí, chi phí đo đạc, định giá, giám định, trách nhiệm chậm thi hành và quyền kháng cáo của các đương sự.
Vào ngày 20 tháng 5 cùng năm, bị đơn Tống Thanh Việc kháng cáo yêu cầu sửa bản án sơ thẩm theo hướng không chấp nhận toàn bộ yêu cầu khởi kiện của nguyên đơn, sau đó ngày 22 tháng 5, nguyên đơn cũng gửi đơn kháng cáo bản án sơ thẩm, yêu cầu tòa án cấp phúc thẩm xét xử chấp nhận toàn bộ yêu cầu khởi kiện của bà.

### Phúc thẩm và kháng nghị
Ngày 27 tháng 11 năm 2019, Tòa án nhân dân tỉnh Bình Dương mở phiên phúc thẩm tại trụ sở ở số 559 Đại lộ Bình Dương, phường Hiệp Thành, Thủ Dầu Một. Tòa phúc thẩm tuyên không chấp nhận yêu cầu kháng cáo của nguyên đơn Tống Thị Um lẫn bị đơn Tống Thanh Việc, sửa một phần bản án sơ thẩm về phần án phí, giữ nguyên các nội dung khác của bản án. Vào ngày 6 tháng 1 năm 2020, Tống Thanh Việc có đơn yêu cầu tòa án có thẩm quyền kháng nghị theo thủ tục giám đốc thẩm đối với bản án dân sự phúc thẩm nêu trên.
Ngày 22 tháng 6 năm 2020, Chánh án Tòa án nhân dân cấp cao tại Thành phố Hồ Chí Minh Trần Văn Châu kháng nghị trong thời hạn một phần bản án dân sự phúc thẩm nêu trên, đề nghị Tòa án nhân dân cấp cao tại Thành phố Hồ Chí Minh xét xử giám đốc thẩm hủy một phần bản án dân sự phúc thẩm về phần chia di sản của cụ Cúc là quyền sử dụng diện tích đất ở mảnh B; giao hồ sơ vụ án cho Tòa án Bình Dương xét xử lại theo thủ tục phúc thẩm.

## Quá trình hình thành án lệ
Ngày 30 tháng 9 năm 2020, Tòa cấp cao mở phiên giám đốc thẩm tại trụ sở ở số 131, đường Nam Kỳ Khởi Nghĩa, phường Bến Nghé, Quận 1. Tại phiên này, đại diện Viện kiểm sát nhân dân cấp cao tại Thành phố Hồ Chí Minh đề nghị Ủy ban Thẩm phán chấp nhận kháng nghị của Chánh án.

### Nhận định của tòa án

#### Nội dung chung
Trong phiên giám đốc thẩm, Hội đồng xét xử nhận định vụ án dựa trên hồ sơ thu thập. Tòa đồng ý với trình bày thành viên nhà họ Tống, sau khi họp gia đình, được chia tài sản năm 2009, cụ Cúc được cấp giấy chứng nhận quyền sử dụng đất năm 2010, và như vậy, kể từ ngày được cấp giấy tờ hợp pháp, mảnh A và B trở thành tài sản riêng của cụ Cúc, và cụ có quyền định đoạt đối với số tài sản này theo quy định của pháp luật dân sự, rồi vào cùng ngày 14 tháng 6, cụ Cúc lập hai hợp đồng để tặng cho Tống Thanh Việc mảnh A (12.883 m²) và B (4.119 m²), hai hợp đồng này đều được cơ quan địa phương chứng thực hợp pháp vào cùng ngày.
Đối với mảnh A, sau khi được tặng cho, ông Việc đã thực hiện các thủ tục hành chính theo quy định của pháp luật để chuyển tên chủ sử dụng đất từ cụ Cúc sang cho mình, rồi được cấp giấy chứng nhận, trong phần đất này, phía Tống Thị Um chỉ đòi chia thừa kế đối với diện tích đất 9.839,9 m² (bởi vì bà Um đồng ý trừ ra diện tích đất còn lại mà ông Việc đã phân chia cho người chú và anh hai). Tòa xét, đối với mảnh A, ông Việc được cấp giấy tờ hợp pháp, khi giải quyết vụ án, tòa sơ thẩm và phúc thẩm xác định rằng phần đất này là tài sản hợp pháp của bị đơn, không chấp nhận yêu cầu chia thừa kế đối với phần đất này là có căn cứ pháp luật.

#### Viện dẫn và phân tích
Hội đồng xét xử, nội dung chung của án lệ từ nhận định.
Đối với mảnh B, ông Việc vẫn chưa được đứng tên là chủ sử dụng đất, lý do bị đơn nêu ra là vì sau khi nộp hồ sơ kê khai, đăng ký để chuyển tên từ cụ Cúc sang cho mình thì cơ quan địa phương cần chỉnh sửa bản đồ tổng thể đất đai và tiếp sau đó, có sự tranh chấp từ phía bà Um, nên việc chuyển tên chưa thực hiện được. Tòa xét, tại thời điểm xác lập hợp đồng tặng cho quyền sử dụng đất năm 2010 (từ cụ Cúc chuyển cho ông Việc), Bộ luật Dân sự 2005 có hiệu lực pháp luật, quy định về hiệu lực của giao dịch chuyển quyền sử dụng đất cụ thể rằng: "Việc chuyển quyền sử dụng đất có hiệu lực kể từ thời điểm đăng ký quyền sử dụng đất theo quy định của pháp luật về đất đai". Hội đồng xét xử cho rằng về mặt pháp lý, cho đến khi người nhận chuyển quyền sử dụng đất (theo giao dịch tặng cho) chưa kịp đăng ký quyền sử dụng đất cho mình, mà người chuyển quyền đã chết, hợp đồng tặng cho quyền sử dụng đất sẽ không có hiệu lực pháp luật; và nếu xét theo lập luận nói trên, việc tòa sơ thẩm và phúc thẩm xác định rằng mảnh B cho đến nay vẫn là di sản của cụ Cúc chưa chuyển dịch cho ông Việc và chấp nhận yêu cầu thừa kế tài sản của nguyên đơn là đúng.
Tòa xét về bản chất pháp lý, hợp đồng tặng cho tài sản là loại hợp đồng đơn vụ, nghĩa là trong loại hợp đồng này, chỉ một bên có nghĩa vụ đối với bên kia. Vì thế, trong một số trường hợp như vụ án này (người được tặng cho quyền sử dụng đất [ông Việc] chưa kịp đăng ký quyền sử dụng đất cho mình, mà người tặng cho quyền sử dụng đất [cụ Cúc] đã chết), tòa án có thể xem xét và công nhận hiệu lực pháp luật của hợp đồng đó khi xác định rằng hợp đồng này là văn bản thể hiện ý chí sau cùng của cụ Cúc đối với mảnh B, là văn bản thể hiện quyền định đoạt tài sản của cụ trước khi chết, vì đã có những điều kiện cần và đủ là: thứ nhất, hợp đồng đã thỏa mãn các điều kiện theo quy định của pháp luật về quyền tặng cho quyền sử dụng đất; thứ hai, cho đến khi chết, người tặng cho tài sản không có văn bản nào để thay thế hợp đồng tặng cho tài sản đã ký kết trước đó và không có hành động nào thể hiện sự thay đổi ý chí đã thể hiện tại hợp đồng tặng cho tài sản đã ký kết; và thứ ba, người được tặng cho tài sản không thực hiện được việc đăng ký tài sản (quyền sử dụng đất) là do trở ngại khách quan về thủ tục hành chính (hoặc do trở ngại khách quan khác), không phải do ý chí chủ quan của người tặng cho tài sản.
Tòa xét về mặt thực tế, ông Việc là người đã chiếm hữu, quản lý, sử dụng phần đất được tặng cho kể từ khi cụ Cúc còn sống cho đến lúc xét xử bởi vì đương sự là người con út, sống với bố mẹ từ nhỏ cho đến khi bố mẹ chết; và lập luận nói trên cũng đã được Tòa án nhân dân tối cao thừa nhận tại quyết định kháng nghị, quyết định giám đốc thẩm khi giải quyết trường hợp tương tự năm 2014 và Hội đồng xét xử viện dẫn. Với tất cả những nhận định này, Hội đồng xét xử nhận định rằng tòa sơ thẩm phúc thẩm đều chưa đánh giá đúng và toàn diện các tài liệu, chứng cứ, cũng như chưa thu thập đầy đủ các tài liệu, chứng cứ để xét xử đúng về việc tranh chấp mảnh B theo sự phân tích nói trên, dẫn tới hủy án về mảnh B.

### Quyết định
Dựa trên các nhận định, Tòa cấp cao tại Thành phố Hồ Chí Minh ra quyết định giám đốc thẩm dựa trên thẩm quyền của mình, cụ thể là: chấp nhận kháng nghị của Chánh án; hủy bản án dân sự phúc thẩm về phần giải quyết tranh chấp mảnh B; và giao hồ sơ vụ án cho Tòa án nhân dân tỉnh Bình Dương xét xử lại theo thủ tục phúc thẩm đối với bản án bị hủy nói trên.